# Panopticon (Film)
Panopticon ist ein Filmdrama und das Spielfilmdebüt von George Sikharulidze. Der Film feierte Ende Juni 2024 beim Internationalen Filmfestival Karlovy Vary seine Premiere.

## Handlung
Der 18-jährige Sandro lebt in der georgischen Hauptstadt Tiflis und ist ein Widerling gegenüber jungen Frauen. Er betrachtet fast jedes Mädchen auf der Straße oder in öffentlichen Verkehrsmitteln als Sexualobjekt und berührt sie oft auf unangemessene Weise. In seinem Fußballverein gehört Sandro auch nicht wirklich dazu. Der Schüler steht kurz vor seinem Schulabschluss und lebt noch zuhause bei seiner Großmutter. Sein Vater David ist ein sehr religiöser Mann und erachtet seine Beziehung zu Gott als weitaus wichtiger als alles andere, seinen Sohn eingeschlossen. Seine Mutter lebt in New York, wo sie als Sopranistin arbeitet. Sie warten auf die Aufenthaltspapiere, damit sie ihn und ihre Mutter in die Vereinigten Staaten nachholen kann. Als sein Vater beschließt, in ein Kloster zu gehen, um Mönch zu werden, ist Sandro praktisch allein.
Auf einem USB-Stick, den sein Teamkollege Lasha beim Fußballtraining verloren hat, findet Sandro nicht nur Pornofilme, sondern auch einen Clip von Lashas Mutter Natalia. Sandro masturbiert auf das eigentlich harmlose Video, das die Friseurin bei Lashas Geburtstag zeigt. Er beginnt, Natalia in ihrem Salon zu stalken. Irgendwann wagt er es, sich von ihr die Haare waschen und frisieren zu lassen.

## Produktion

### Regie und Drehbuch
Regie führte George Sikharulidze, der auch das Drehbuch schrieb. Es handelt sich bei Panopticon nach vier Kurzfilmen um sein Spielfilmdebüt. Sikharulidze wurde 1988 in der georgischen Hauptstadt Tiflis geboren und zog im Alter von 18 Jahren zum Studium nach New York City. Er erwarb einen Bachelor-Abschluss in Medienkommunikation an der New York University und einen Master-Abschluss in Filmregie an der Columbia University, wo er auch Filmtheorie und -geschichte bei Richard Peńa studierte.

### Besetzung und Dreharbeiten
Data Chachua spielt in der Hauptrolle Sandro. Es handelt sich um seine erste Filmrolle. Malkhaz Abuladze spielt Sandros Vater David, Maia Gelovani seine Mutter und Ketevan Shervashidze die Großmutter. Salome Gelenidze ist in der Rolle von Sandros Freundin Tina zu sehen. Marita Meskhoradze spielt deren beste Freundin Lana. Vakho Kedeladze ist in der Rolle von Lasha aus Sandros Fußballverein zu sehen und Ia Sukhitashvili in der Rolle dessen Mutter Natalia. Das Casting übernahmen Tekla Javakhadze und Eka Mzhavanadze.
Die Dreharbeiten fanden im Sommer 2022 in Tiflis statt. Als Kameramann fungierte Oleg Mutu. Bekannt ist der Moldauer vor allem für seine Arbeit an dem Film 4 Monate, 3 Wochen und 2 Tage von Cristian Mungiu. Zu Mutus letzten Arbeiten gehören der Kriminalfilm Neidentificat von Bogdan George Apetri und das Filmdrama Snake Gas von David Jařab.

### Filmmusik und Veröffentlichung
Die Filmmusik komponierte die in Italien geborene und in Australien lebende Chiara Costanza. Ihre letzte Arbeit war der Gefängnisfilm Inside von Charles Williams.
Die Premiere des Films fand am 30. Juni 2024 beim Internationalen Filmfestival Karlovy Vary statt. Im November 2024 wurde er beim Internationalen Filmfestival von Stockholm
und beim Internationalen Filmfestival Mannheim-Heidelberg vorgestellt. Ab Ende November 2024 wurde Panopticon beim International Film Festival of India gezeigt. Im Januar 2025 wurde der Film beim Tromsø International Film Festival vorgestellt. Ende März 2025 wird er beim International Music & Cinema Festival Marseille gezeigt.

## Rezeption

### Kritiken
Vladan Petkovic schreibt in seiner Kritik für das Online-Filmmagazin Cineuropa, in der Beziehung zwischen Sandro und Natalia seien Assoziationen an Die Reifeprüfung unvermeidlich, die Gründe seien jedoch völlig andere. Nachwuchsschauspieler Data Chachua könne in der Rolle des jungen Mannes widersprüchliche Emotionen vermitteln, und wenn wir Zeuge seiner letzten, kathartischen und ziemlich unerwarteten Verwandlung werden, sei es, als würde man einem neuen Menschen zusehen, der mühsam versucht, seine alte Haut abzustreifen. Oft vermische sich in Panopticon Fantasie und Realität, aber dank Giorgia Villas hervorragendem Schnitt wisse der Zuschauer genau, wann er Zeuge einer Szene wird, die sich nur im Kopf des Protagonisten abspielt.

### Auszeichnungen
Asia Pacific Screen Awards 2024
- Auszeichnung als Bester Nachwuchsdarsteller (Data Chachua)[13]

Eliso 2025
- Auszeichnung für das Beste Schauspiel (Dana Chachua)
- Auszeichnung für das Beste Szenenbild (Ketevan Nadibaidze)[14]

Giffoni Film Festival 2024
- Nominierung als Bester Film in der Sektion Generator +18 (George Sikharulidze)[15]

Internationales Filmfestival Karlovy Vary 2024
- Nominierung als Bester Film für den Kristallglobus (George Sikharulidze)
- Lobende Erwähnung beim Preis der Ökumenischen Jury (George Sikharulidze)

International Music & Cinema Festival Marseille 2025
- Nominierung für die Beste Filmmusik (Chiara Costanza)[11]